# فرانکوکراتیا
فرانکوکراتیا یا فرانکوکراسی یا لاتینکراتیا یا ونیزکراتیا (یونانی: Φραγκοκρατία)، دوره‌ای از تاریخ یونان که پس از جنگ صلیبی چهارم، توسط صلیبیون در منطقه تابع بیزانس ایجاد و تأسیس شد. این لفظ از نامی‌ست که مسیحیان ارتدکس به اروپاییان غربی کاتولیک مذهب می‌آید.

## جنگ صلیبی چهارم

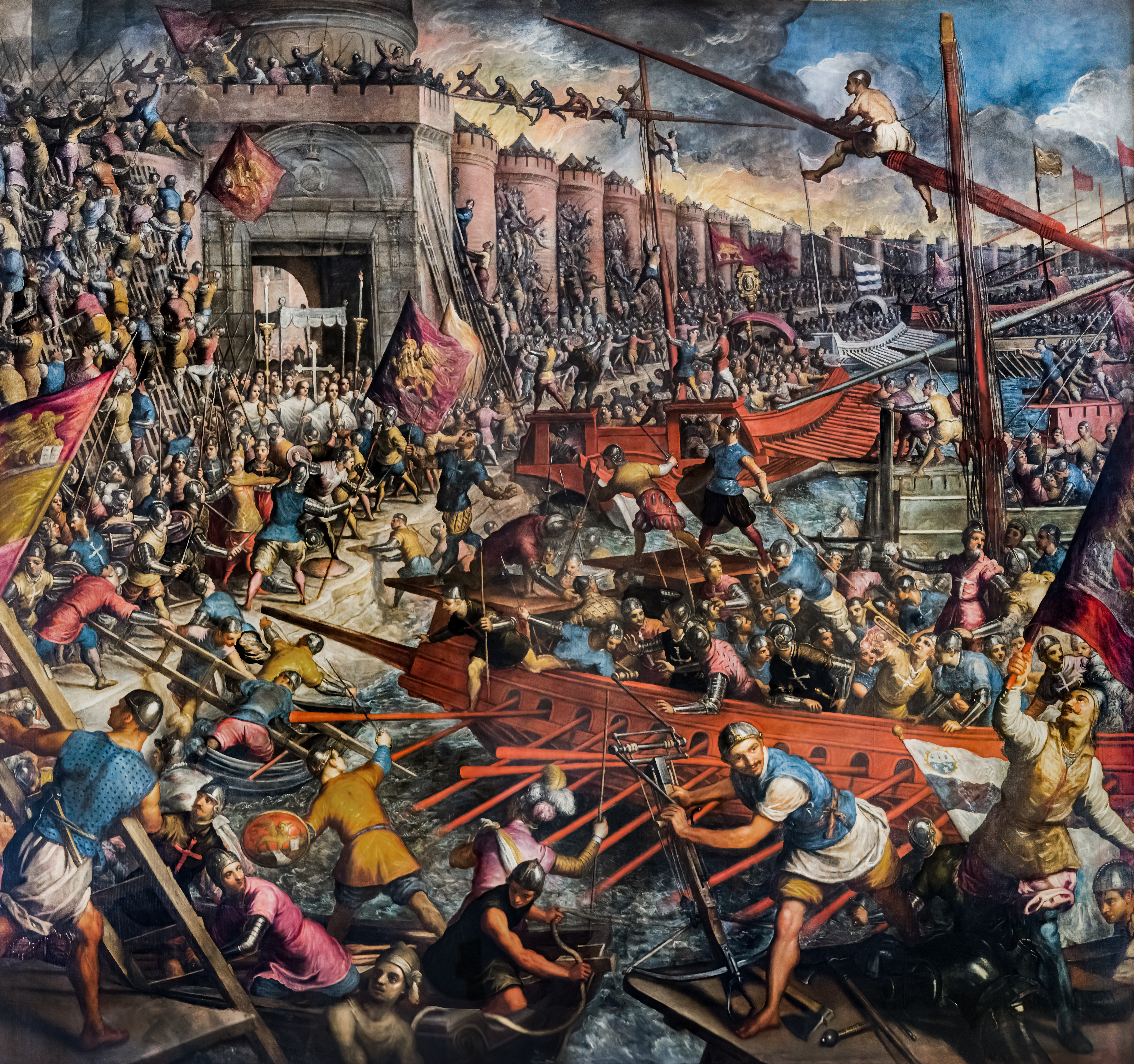
فتح قسطنطنیه در سال ۱۲۰۴ توسط نیروهای صلیبی

پس از شکست پادشاهی اورشلیم در برابر صلاح‌الدین ایوبی و ناکامی جنگ صلیبی سوم برای بازپس‌گیری شهر اورشلیم از سال ۱۱۸۹ تا ۱۱۹۲ م، اشتیاق اندکی در اروپاییان برای یک جنگِ دیگر باقی مانده‌بود. اما نهایتاً، بارون‌های فرانسوی پذیرفتند، که در یک جنگ صلیبیِ دیگر شرکت کنند. صلیبیون برای این منظور، مسیر دریایی از راه مدیترانه را برگزیده و برای تأمین کشتی‌های مورد نیاز نیز با اِنریکو داندولو، حاکم جمهوری ونیز، قرارداد بستند. داندولو کشتی‌ها را فراهم کرد، اما صلیبیون قادر به پرداخت هزینه‌های هنگفت آن نبودند؛ لذا داندولو از آن‌ها خواست که در عوض بدهی‌شان با حمله به شهر بندری زادار آن را تحت اطاعت جمهوری ونیز درآورند. پس از حمله به زادار و غارت آن، صلیبیون دوباره متوجه شدند که از عهدهٔ بازپرداخت اجارهٔ کشتی‌های داندولو برنمی‌آیند. در همین میان اَلِکسیوس چهارم، شاهزادهٔ تبعیدی بیزانسی، به صلیبیون پیشنهاد کرد که در ازای بازپس‌گیری امپراتوری، بدهی جمهوری ونیز را بپردازد. به همین دلیل رهبران صلیبی تصمیم گرفتند تا به قسطنطنیه بروند. آن‌ها پس از حمله به شهر موفق شدند آلکسیوس چهارم را بر تخت بنشانند، اما او حاضر نشد بیش از نیمی از مبلغ را بپردازد. او سپس در اثر مخالفتِ مردمِ قسطنطنیه از امپراتوری خلع گردید. صلیبیون پس از یک‌سری سوءتفاهم‌ها و نبردها، سرانجام قسطنطنیه را در سال ۱۲۰۴ م تسخیر و آن را غارت کردند و بسیاری از اهالی شهر را از دم تیغ گذراندند.

## تاراج قسطنطنیه و پایان نبرد
کسانی که قرار بود به مسیح خدمت کنند نه به خود، کسانی که باید علیه کافران شمشیر می‌زدند، شمشیر خود را به خون مسیحیان شسته‌اند. آن‌ها نه ملاحظهٔ دین مردم را کرده‌اند، نه جنس و نه سن‌شان. راهبه‌ها و زنان سالخورده را در معرض پلیدی‌های سربازان خود قرار داده‌اند و در ملأ عام مرتکب فسق و زنا شده‌اند.

Madden، The Fourth Crusade، ۱۹۸.
بامداد ۱۳ آوریل، بونیفاس هیئتی از افراد بلند مرتبه و روحانیون را به حضور پذیرفت، که شهر را به وی تقدیم کردند. پس از کنترل شهر، صلیبیون به غارت شهر پرداختند، که این غارت ۳ روز طول کشید و سبب شد تا تمام اشیای باستانی یونانی-رومی دزدیده شود یا از بین برود و فقط تعداد معدودی از آن‌ها شامل چهار اسب برنزی و قسمتی از جسد منسوب به جان باپتیست، که در کلیسای سنت مارکو قرار داشت، به دستور انریکو داندلو، به ونیز فرستاده شد. مابقی اشیای باقی‌مانده برنزی همچون مجسمه‌ها، تندیس و ظروف که میراث هنر یونانی-رومی بودند، طی دوره امپراتوری لاتین ذوب شدند، تا برای ضرب مسکوکات جدید به کار روند. بسیاری از شهروندان بیزانسی کشته و تمامی اموال آن‌ها دزدیده شد. صلیبیون در عبادتگاه‌ها به محراب‌ها حمله‌ور شدند، اشیاء مقدس را ربودند و تمامی تمثال‌های از جنس نقره و سنگ‌های قیمتی را از بین بردند و نان و شراب تبرک‌شده و خون ارزشمند را آلوده کردند.
طبق منابع، صلیبیون از غارت شهر، ۹۰۰ هزار مارک نقره بدست آوردند، که آن را بین خود تقسیم کردند. ونیزی‌ها ۱۵۰ هزار مارک و صلیبیون ۵۰ هزار مارک بدست آوردند و مابقی مبلغ بین نیروهای عادی صلیبی و شوالیه‌ها تقسیم شد.
علاوه بر تاراج و غارت شهر، نیروهای فاتح شهوت جنسی خود را با زنان تسلیم شده قسطنطنیه ارضا کردند. به طوری که زنان در معابر عمومی همچون خیابان و میدان‌ها و حتی در کلیساها مورد تجاوز قرار گرفتند. به زنان پیر و سالخورده نیز هتک حرمت شد و آن‌ها را در معابر لخت‌کردند؛ و مردانی که برای محافظت از زنان مقاومت می‌کردند، با بی‌رحمی کشته می‌شدند و مابقی مردان نیز به دلایل نامعلومی به قتل رسیدند.
تاراج قسطنطنیه به عنوان یکی از پر سودترین تاراج‌های تاریخ ذکر شده‌است. اگرچه غارت کردن شهری که در مقابل فاتحان ایستادگی می‌کرد، از لحاظ اصول اخلاقی قرون وسطا قابل قبول بود، اما روشن است صلیبیون چیزی بیش از غارت و تاراج انجام دادند. آن‌ها برخلاف سوگند خود و تهدید تکفیر کلیسا، بی‌شرمانه و حساب شده پرستشگاه‌های مسیحی بیزانس را مورد تجاوز قرار دادند و هرچه که به دستانشان می‌رسید را نابود می‌کردند. وقتی پاپ اینوست سوم از رفتار صلیبیون مطلع شد، دچار شرم و خجالت شد و قویاً آن‌ها را سرزنش کرد.

## تقسیم امپراتوری بیزانس و تأسیس امپراتوری لاتین

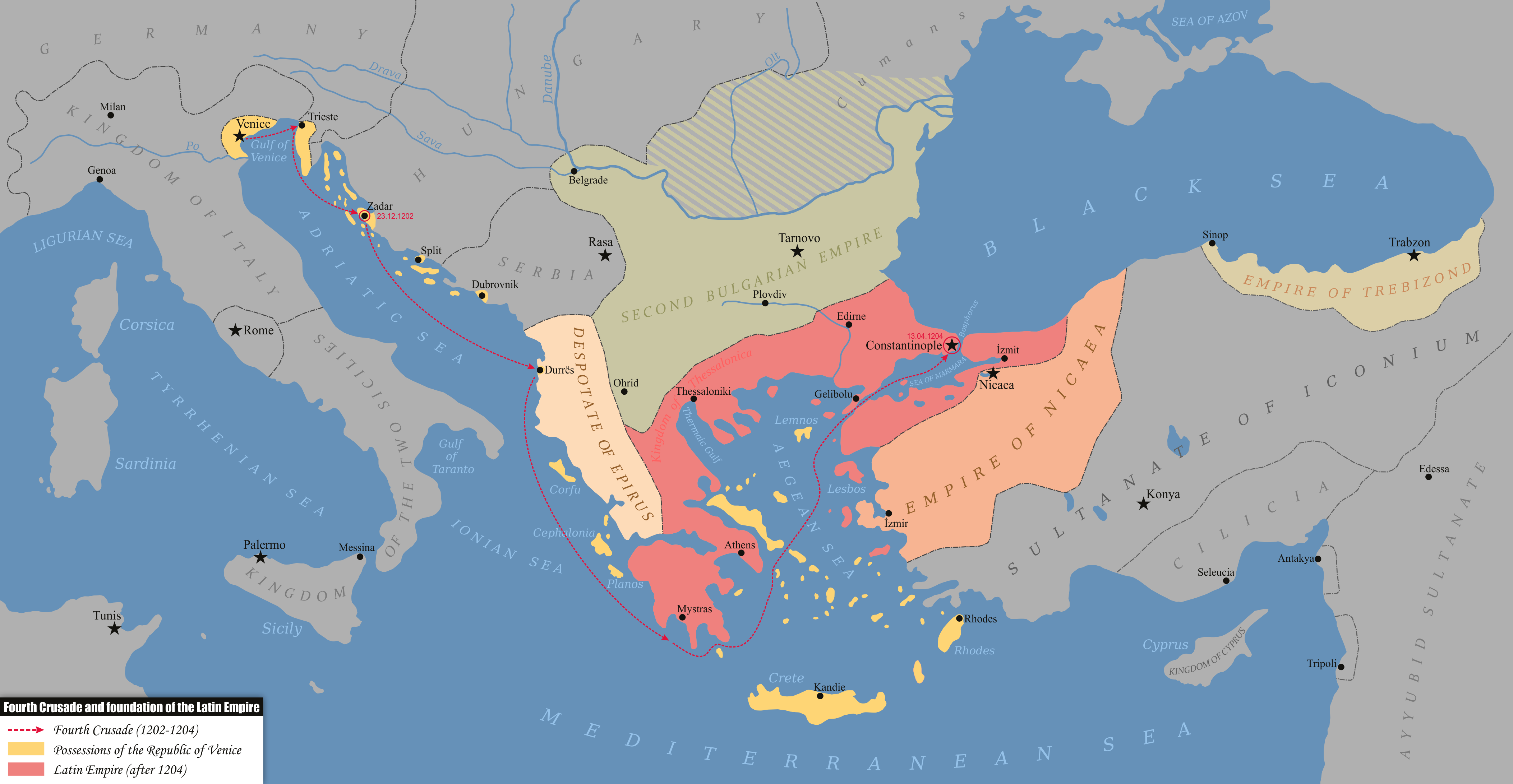
تقسیم امپراتوری بیزانس در پی جنگ صلیبی چهارم، ۱۲۰۴ میلادی

پس از جنگ صلیبی چهارم، امپراتوری بیزانس به تعدادی دولت کوچک تحت حکومت بارون‌های صلیبی و امرای بیزانسی منقسم شد. مهم‌ترین نهاد امپراتوری لاتینی جدیدالتأسیس قسطنطنیه بود که به رهبری بالدوین، کنت فلاندر، در مقام امپراتور اداره می‌شد و فقط تعداد اندکی از صلیبیون به هدف خود، یعنی رسیدن به سرزمین مقدس، رسیدند و مابقی پس از پایان غارت، رهسپار شهر و خانه خود شدند. ونیزی‌ها پس از پایانی یافتن جنگ، طبق توافق با امپراتوری لاتین، بر سه هشتم قلمرو بیزانسم مسلط شدند.
با این حال امپراتور جدید قلمرو لاتین با مشکلات جدید و دشواری همچون ایالات یونانی امارت اپیروس و امپراتوری نیقیه و نیز امپراتوری بلغار و امپراتوری سلجوقیان رو به رو شد. دردسرهای ایالات یونانی بیش از دیگران بود، زیرا که آن‌ها علاوه بر جنگ با امپراتوری لاتین، با خود نیز درگیر جنگ و منازعه شدند، که بیش از پیش به قدرت امپراتوری لاتین ضربه می‌زد.
در طی این غارت و حوادث پس از آن، چندین شخصیت اصلی و مهم یونانی و بیزانسی کشته یا تبعید شدند. در ابتدا آلکسیوس سوم به آلکسیوس پنجم خیانت کرد و اسباب قتل و مرگ وی توسط لاتینی‌ها را فراهم نمود، با این حال خود پس از مدتی توسط بونیفاس دستگیر و به جنوب ایتالیا تبعید شد و سرانجام در ۱۲۱۱ میلادی کشته شد. در سال ۱۲۰۵، کالویان، رهبر بلغارها، توانست صلیبیون لاتین را به کمک سواره نظام سبک خود، کومان‌ها، شکست دهد و در سال بعد از آن، امپراتور بالدوین، شکست سختی از نیروهای بلغار در نبرد آدریانوپل خورد، تا ضعف امپراتوری لاتین بیش از پیش مشخص شود. سرانجام در سال ۱۲۰۵ یا ۱۲۰۶، کالویان، دستور قتل وی را صادر کرد. تعدادی بر این اعتقادند که وی در برجی زندانی شد تا در همان‌جا محکوم به مرگ شود.
رهبران جنگ چهارم نیز، سرانجامی همانند امپراتوری لاتین داشتند؛ انریکو داندولو سالخورده و بیمار پس از پایان یافتن جنگ چهارم در مه ۱۲۰۵ در ونیز مرد و در ۴ سپتامبر ۱۲۰۷، بونیفاس بر اثر کمین بلغارها کشته شد. پس از مرگ وی، پسرش توانست تا مدت‌ها بر تخت پادشاهی تکیه بزند؛ اما سرانجام در سال ۱۲۶۱ از میخائیل پالایولوگوس شکست خورد تا بار دیگر امپراتوری نیقیه به بیزانس بازگردد.

## نگارخانه

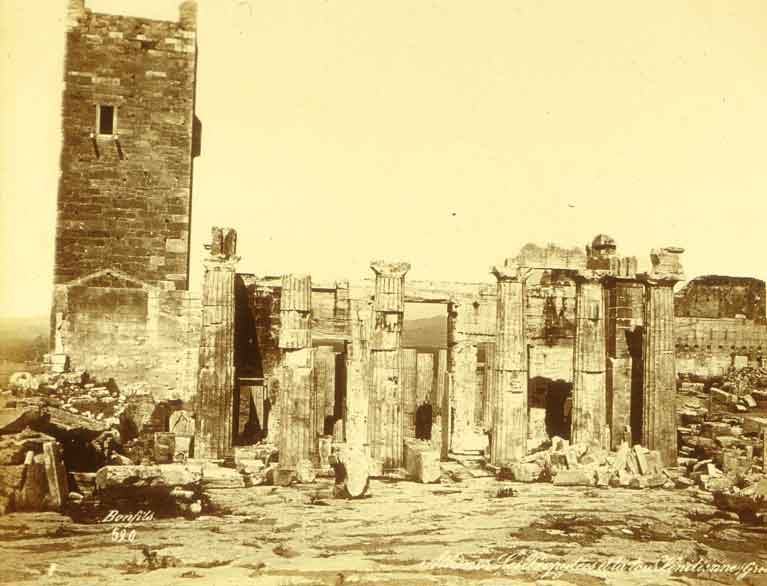
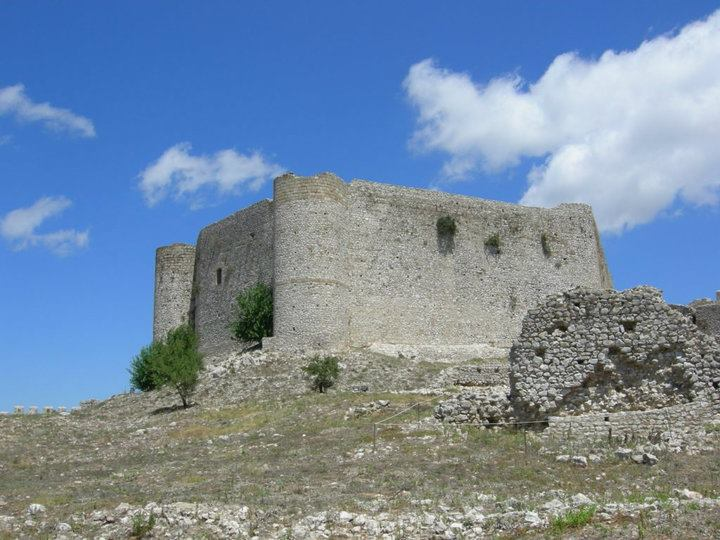
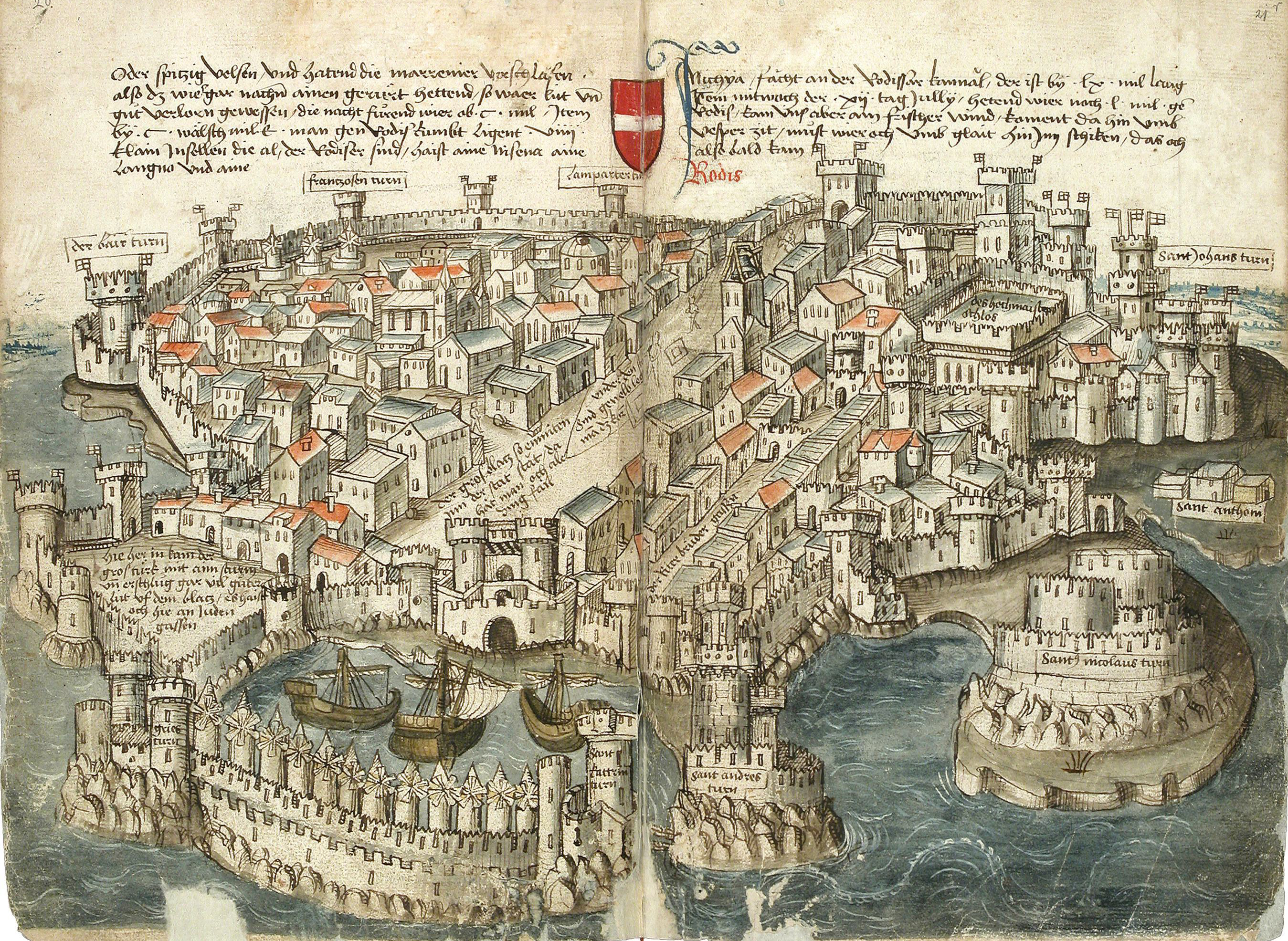
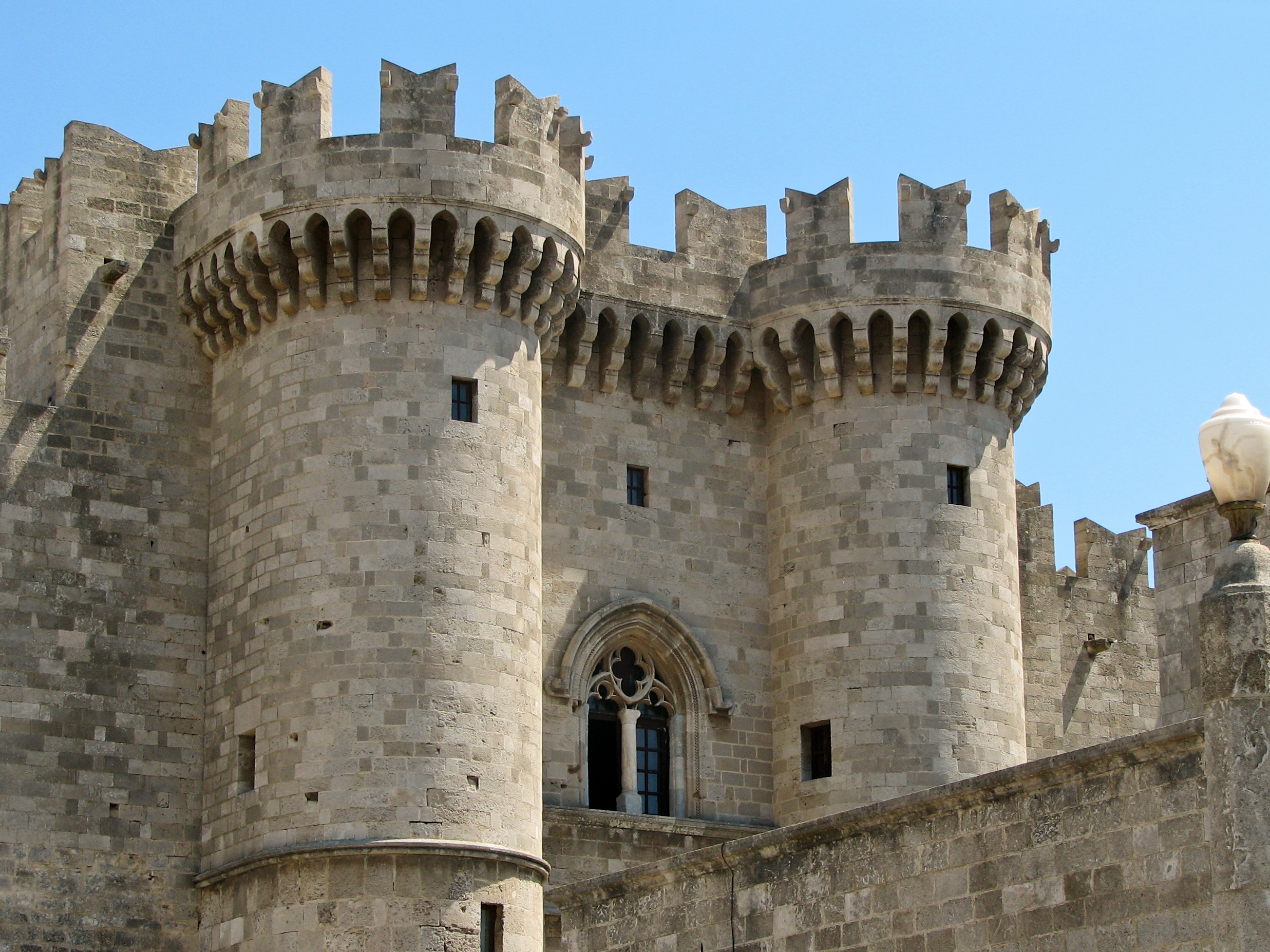
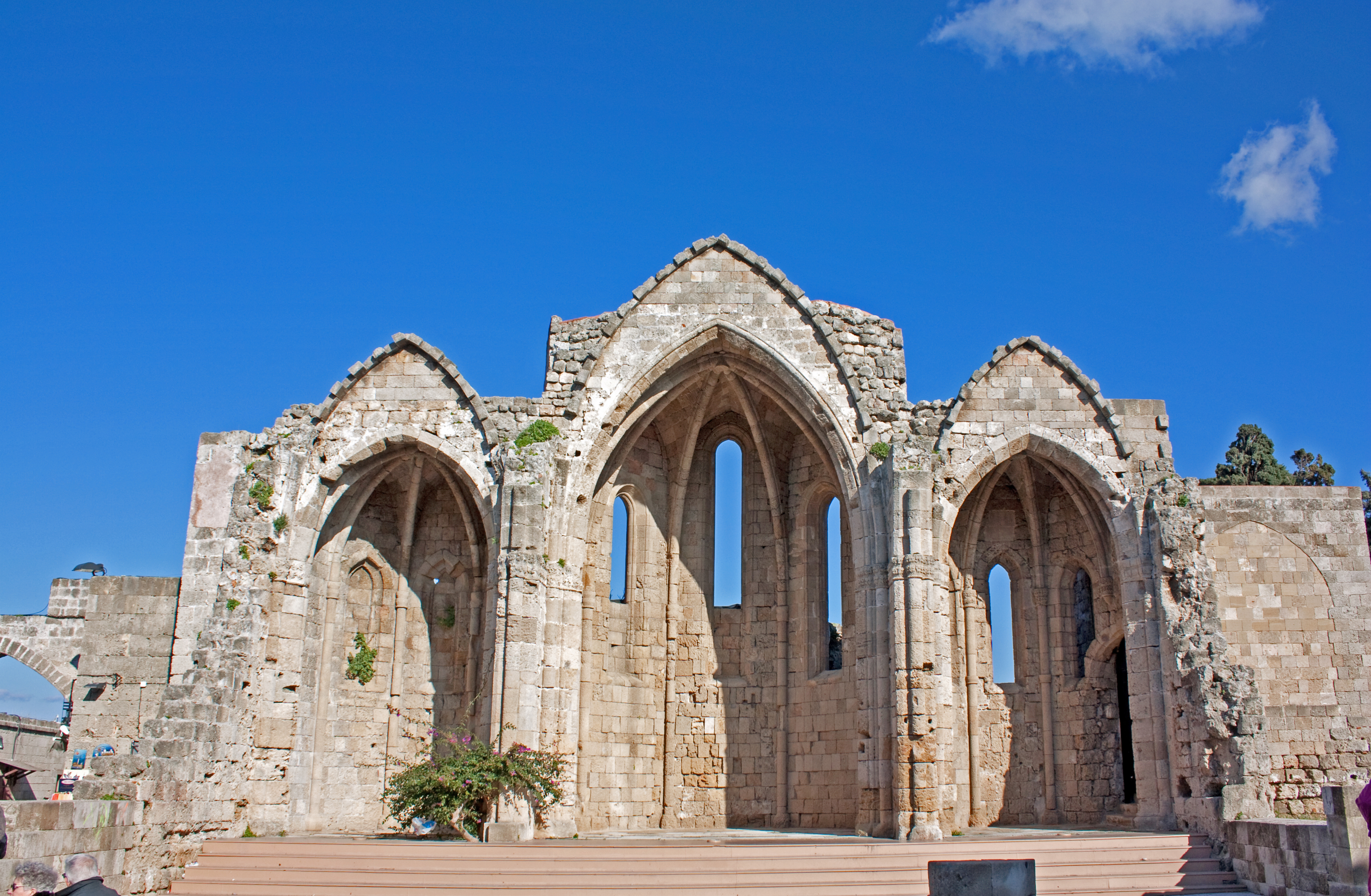
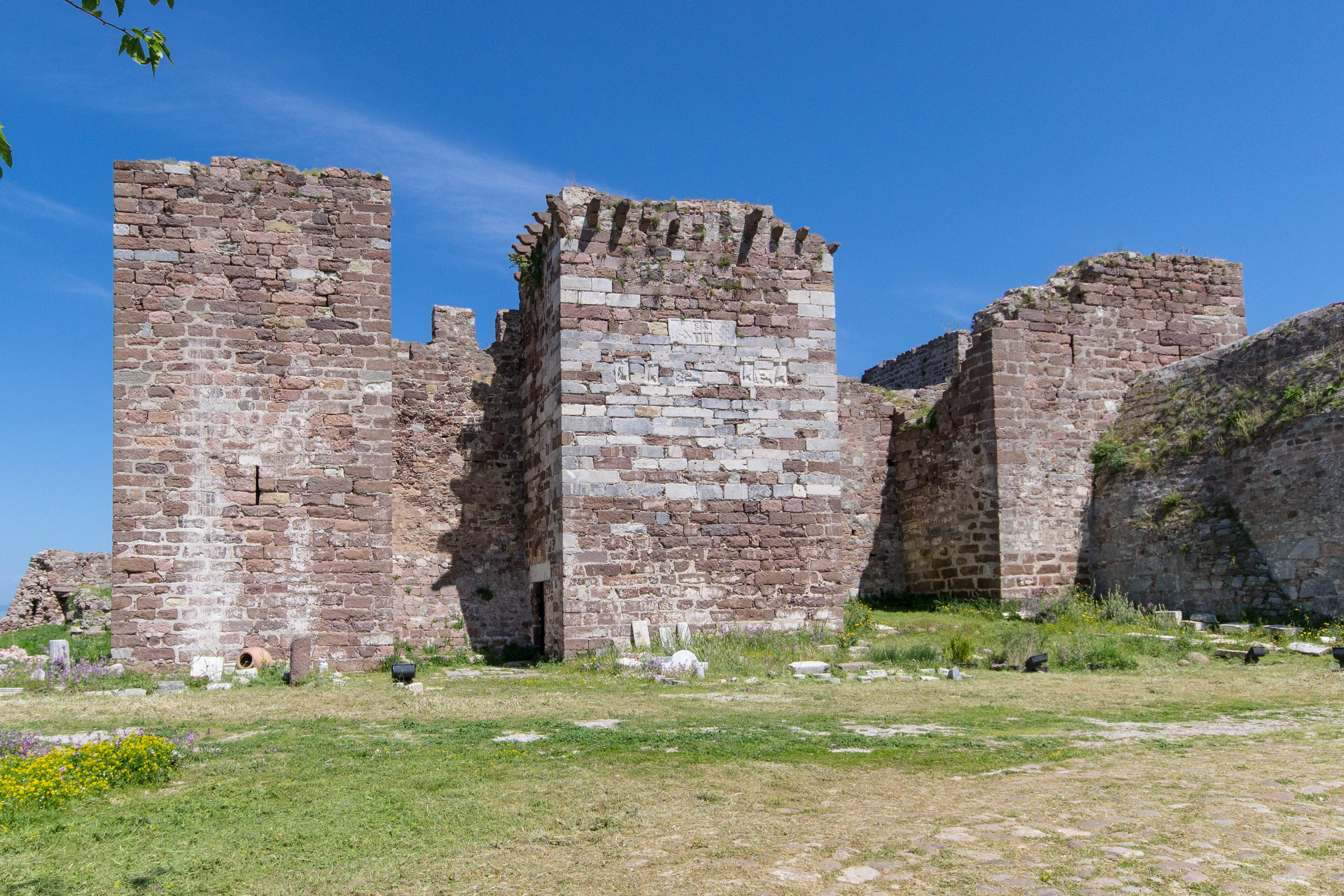
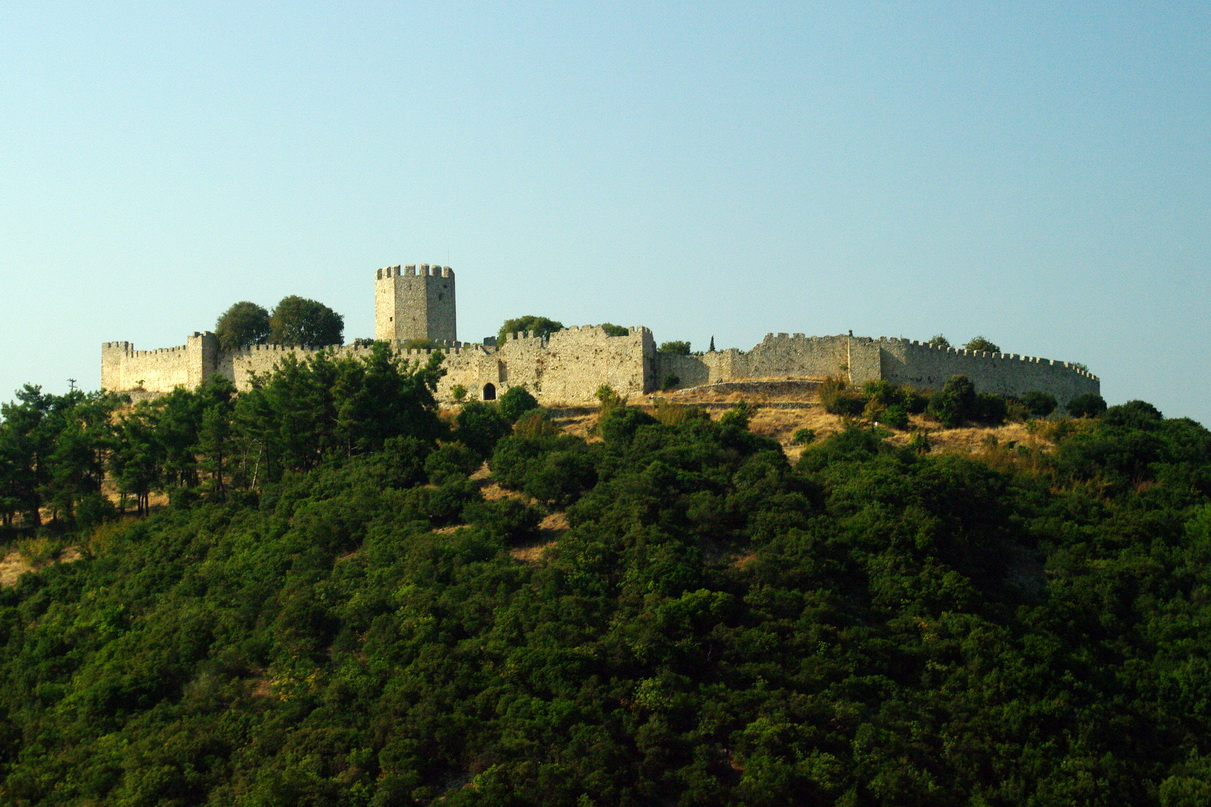